# Silke Fehlemann
Silke Fehlemann (* 1968 in Rinteln) ist eine deutsche Historikerin.
Silke Fehlemann studierte von 1987 bis 1994 Alte und Neuere Geschichte an der Universität Düsseldorf (HHU Düsseldorf) und wurde dort unter der Betreuung von Wolfgang J. Mommsen und Alfons Labisch mit einem Stipendium der Friedrich-Ebert-Stiftung zur Geschichte des Sozialstaats promoviert (Armutsrisiko Mutterschaft). 2018 wurde sie ebenda habilitiert. Sie arbeitete an verschiedenen Universitäten (u. a. Frankfurt, Düsseldorf und Prag) und hat ihre Habilitationsschrift über Weibliche Angehörige im Ersten Weltkrieg und in der Zwischenkriegszeit verfasst. Im Wintersemester 2017/18 und im Sommersemester 2018 vertrat sie Dagmar Ellerbrock an der Technischen Universität Dresden (TU Dresden). Sie ist wissenschaftliche Mitarbeiterin am Lehrstuhl für Neuere und Neueste Geschichte an der TU Dresden (50 %). Zugleich bearbeitet sie ein Forschungsprojekt über Medikamentenmissbrauch an Heimkindern in Nordrhein-Westfalen (1945–1980) an der HHU Düsseldorf (50 %).
Ihre Forschungen befassen sich unter anderem mit der Kulturgeschichte des Ersten Weltkriegs und der Zwischenkriegszeit, mit Wissen(schaft)sgeschichte der Kindheit sowie mit Emotionsforschung. Ihre jüngsten Veröffentlichungen beschäftigen sich mit der Geschichte der Hassrede in der Weimarer Republik und mit der Geschichte der Aggressionsforschung bei Kindern. Sie leitet aktuell ein DFG-Forschungsprojekt zum Thema „Das ‚böse Kind‘ und die Wissenschaft. Aggressionsforschung in Deutschland 1945–1989“ an der TU Dresden.
Silke Fehlemann ist darüber hinaus auch Mitglied des SPD-Geschichtsforums beim Parteivorstand und ist an der TU Dresden Vertrauensdozentin des Evangelischen Studienwerks Villigst.

## Schriften (Auswahl)
Monographien
- Trostlose Zeiten. Weibliche Angehörige im Ersten Weltkrieg und in der Zwischenkriegszeit, unveröffentlichte Habilitationsschrift, Düsseldorf 2017.
- mit Frank Sparing: Gestörte Kindheiten. Lebensverhältnisse von Kindern und Jugendlichen in psychiatrischen Einrichtungen des Landschaftsverbandes Rheinland (1945–1975), Berlin 2017.
- mit Heiner Fangerau, Frank Schneider, Steffen Dörre: Psychiatrie – Politik – Wissenschaft. 175 Jahre psychiatrische Fachgesellschaften in Deutschland, Berlin 2017.
- Armutsrisiko Mutterschaft. Mütter- und Säuglingsfürsorge im rheinisch-westfälischen Industriegebiet 1890–1924, Essen 2009 (überarbeitete und gekürzte Version von: Armutsrisiko Mutterschaft. Mütter- und Säuglingsfürsorge im Deutschen Reich 1890–1924, Phil. Diss. Düsseldorf 2004[1]).

Herausgeberschaften
- mit Sabine Mecking (Hrsg.): Sinne (= WerkstattGeschichte Heft 83, 2021).
- mit Nils Löffelbein, Christoph Cornelißen (Hrsg.): Europa 1914. Wege ins Unbekannte, Paderborn 2016.
- mit Thorsten Halling, Jörg Vögele (Hrsg.): Premature Death. Patterns of Identity and Meaning from a Historical Perspective (= Historical Social Research. Band 34, 2009, 4).
- mit Rita Aldenhoff-Hübinger (Bearb.): Max-Weber-Gesamtausgabe. Band III/4: Arbeiterfrage und Arbeiterbewegung. Vorlesungen 1895–1898, Tübingen 2009.
- mit Wolfgang Woelk, Jörg Vögele (Hrsg.): Geschichte der Gesundheitspolitik in Deutschland. Von der Weimarer Republik bis in die Frühgeschichte der „doppelten Staatsgründung“, Berlin 2002.
- mit Gerd Krumeich (Hrsg.): Versailles 1919. Ziele – Wirkung – Wahrnehmung, Essen 2001.